# زوزکا ازگوریشکا
زوزکا ازگوریشکا (انگلیسی: Zuzka Zguriška; ۱۳ آوریل ۱۹۰۰ – ۲۴ سپتامبر ۱۹۸۴) نویسنده، نمایشنامه‌نویس و مترجم اهل اتریش-مجارستان(اسلواکی کنونی) بود.